# 客户生命周期价值
顧客終生價值 (CLV：Customer Lifetime Value)或稱 LTV（Lifetime Value），指的是每個用戶（購買者、會員、使用者）在未來可能為該服務帶來的收益總和。

## 適用領域
對以廣告、銷售等動態現金流入的服務（例如App服務、會員網站、電子商務）是相當重要的營運參考數據。
1. 瞭解產品用戶實際價值。
2. 基於大數據的CLV管理方法，最大化有價值用戶的利潤，對有潛力的用戶提升銷售，甚至挖掘其他「有價值的用戶」。
3. 給予行銷人員廣告投放方向。例如：取得一個用戶的成本（Cost Per Acquisition）[1]不可高於CLV。

## 計算方式
顧客終生價值 (CLV)的複雜性和變化性，使得採用何種方法準確地測量和計算成為了企業面臨的最大挑戰之一。以一個簡單的電子商務網站的為例子。
例如：該用戶月消費100元，毛利率25%，每月流失率5%，此用戶的CLV為：
100  *  25%  /  5% = 500(CLV)

## 使用週期特性與CLV的影響
顧客與產品特性也會影響顧客終生價值 (CLV)計算方式。顧客對於服務的利潤貢獻可以分為導入期、快速增長期、穩定期和衰退期，每個時期甚至有不同的價值計算方式，才能算出精確的顧客終生價值(CLV)。以一個網站為例：
導入期：用戶會試探性的偶爾來訪問網站，這個時候用戶創造的價值比較低。
快速增長期：用戶已經有點喜歡上你的服務，他們會不定期的進入網站，並開始嘗試做更深度互動，同時用戶創造的價值飛速提升。
穩定期：用戶成為了網站的忠實Fans，不僅自己使用網站提供的服務，這個用戶創造的價值到達最高峰並保持相對穩定。
衰退期：用戶由於某些因素而開始與網站關係疏離甚至離開，這個時期用戶創造的價值迅速遞減。
用戶不一定在到達穩定期後與網站的關係才會衰退，在任何時期，只要有某些因素影響了用戶的滿意度，用戶的生命週期就可能進入退化期，進而徹底脫離該服務。要注意的是，每個時期單一用戶帶來的價值不同，若能以時期調整個時段價值算法，CLV的結果會更加精準。